# Rehnidium
Rehnidium is een geslacht van rechtvleugeligen uit de familie doornsprinkhanen (Tetrigidae). De wetenschappelijke naam van dit geslacht is voor het eerst geldig gepubliceerd in 1956 door Grant.

## Soorten
Het geslacht Rehnidium omvat de volgende soorten:
- Rehnidium mendosum Grant, 1956
- Rehnidium necopinum Grant, 1956
- Rehnidium omnivagum Grant, 1956
- Rehnidium perexiguum Grant, 1956
- Rehnidium verutum Grant, 1956